# Walter Conrad Arensberg
Walter Conrad Arensberg (* 4. April 1878 in Pittsburgh, Pennsylvania; † 29. Januar 1954 in Los Angeles, Kalifornien) war ein US-amerikanischer Literaturwissenschaftler, Kryptoanalytiker und Kunstsammler.
Gemeinsam mit seiner Frau Louise (* 1879 als Mary Louise Stevens in Dresden; † 25. November 1953) gehörte er zu den wichtigsten Sammlern präkolumbianischer und moderner Kunst in den Vereinigten Staaten. Die aus ihrem Nachlass resultierende Louise and Walter Arensberg Collection des Philadelphia Museum of Art, Philadelphia umfasst zahlreiche bedeutende Werke der modernen Kunst, darunter einige der signifikantesten Arbeiten von Marcel Duchamp.

## Leben
Walter Conrad Arensberg war der älteste Sohn des Industriellen-Ehepaares Conrad Christian Arensberg und Flora Belle Covert. Der Vater war Teilhaber und Präsident einer Stahlschmiede in Pittsburgh. Walter Arensberg studierte von 1896 bis 1900 Englische Literatur und Philosophie an der Harvard University in Cambridge, Massachusetts. Nach seinem Abschluss reiste er nach Europa, wo er für zwei Jahre blieb. 1903 kehrte er nach Harvard zurück. Im Anschluss zog er nach New York City, wo er von 1904 bis 1906 als Jungreporter arbeitete. 1907 heirateten Walter und Louise. Die beiden hatten sich über Louise Arensbergs Bruder Sidney, einem Klassenkameraden von Walter in Harvard, kennengelernt.

### Beginn als Kunstsammler
Die Arensbergs ließen sich zunächst in Cambridge, Massachusetts nieder, wo sie das ehemalige Haus von Henry Wadsworth Longfellow bezogen, in dem zuvor der Universitätsprofessor Charles Eliot Norton gewohnt hatte. Zu diesem Zeitpunkt begann Walter Arensberg eine Karriere als Dichter anzustreben; 1914 veröffentlichte er seinen ersten Gedichtband. 1913 besuchten die Arensbergs die epochale Kunstausstellung Armory Show in New York, bei der Walter Arensberg einige Lithografien von Édouard Vuillard erwarb. Bei der Bostoner Ausstellung der Armory Show tauschte Arensberg die Drucke wiederum gegen Lithografien von Paul Cézanne und Paul Gauguin sowie ein kleines Gemälde von Jacques Villon ein. Von diesem Zeitpunkt an widmeten sich die Arensbergs kontinuierlich dem Aufbau ihrer Kunstsammlung mit einem Schwerpunkt auf der Kunst des 20. Jahrhunderts, ihr Berater war der Maler und Kunstkritiker Walter Pach.

### New York, Freundschaft mit Marcel Duchamp

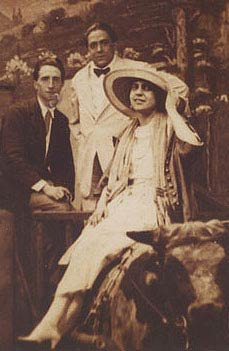
Aus dem Freundeskreis der Arensbergs: Marcel Duchamp, Francis Picabia und Beatrice Wood, 1917

1914 mieteten die Arensbergs ein Appartement in New York. Zwischen 1915 und 1921 sammelten sie annähernd 70 Kunstwerke, vornehmlich französischer und amerikanischer Künstler mit denen sie befreundet waren. Besonders eng wurde die Freundschaft zu Marcel Duchamp, der während des Sommers 1915 im Appartement der Arensbergs in New York wohnte. Die Arensbergs verstanden sich zeitlebens als Mäzene des Künstlers und sammelten signifikante Teile seines Werks, so unter anderem den Akt, eine Treppe herabsteigend.
Im Laufe der Jahre wurde das Appartement der Arensbergs in der 67th Street zu einem beliebten nächtlichen Treffpunkt der New Yorker Intellektuellen; namhafte Künstler, Musiker, Schauspieler und Schriftsteller wie Constantin Brâncuși, John Covert, Arthur Cravan, Jean und Yvonne Crotti, Charles Demuth, Marcel Duchamp, Albert Gleizes, Mina Loy, Allen and Louise Norton, Francis Picabia, Henri-Pierre Roché, Pitts Sanborn, Morton Schamberg, Charles Sheeler, Joseph Stella, Wallace Stevens, Elmer Ernst Southard, Carl van Vechten, Edgar Varèse, William Carlos Williams und Beatrice Wood trafen sich hier. Der Austausch dieser Künstler trug zu wichtigen Kunstbewegungen wie dem New-York-Dada oder der Society of Independent Artists (SIA) bei.
Im Dezember 1916 wurde Arensberg gemeinsam mit Duchamp, Pach und anderen Gründungsmitglied der Society of Independent Artists, die frei nach dem französischen Vorbild, der Société des Artistes Indépendants konzipiert war. Arensberg fungierte kurzfristig als Geschäftsführer der Künstlervereinigung. Er trat allerdings bereits im April 1917 wieder aus, als Duchamps umstrittenes Pissoir-Objekt Fountain, das dieser unter dem Pseudonym „R. Mutt“ (Richard Mutt) eingereicht hatte, von der großen Jahresausstellung der SIA, der Big Show im New Yorker Grand Central Palace ausgeschlossen wurde. In den mutmaßlich von Duchamp lancierten Kunstskandal waren lediglich Arensberg und Beatrice Wood eingeweiht, die den „Fall Richard Mutt“ im Folgemonat, inklusive einer Fotografie des „Anti-Kunstwerks“ von Alfred Stieglitz, in der zweiten und letzten Ausgabe der Dada-Zeitschrift The Blind Man publizierten.

### Kryptographie, Shakespeare-Bacon-Kontroverse
Neben seinem Interesse für die bildende Kunst widmete sich Walter Arensberg weiterhin der Literatur und vornehmlich der Kryptographie. 1921 veröffentlichte er The Cryptography of Dante, im folgenden Jahr The Cryptography of Shakespeare. In seinen kryptoanalytischen Publikationen untersuchte Arensberg das Werk der Autoren auf Akrosticha, Anagramme und Wortspiele und suchte Zusammenhänge zum Rosenkreuzertum. Sein gesamtes Leben verfolgte Arensberg die Shakespeare-Bacon-Kontroverse und hoffte mit Hilfe der Kryptografie den Beweis antreten zu können, dass Sir Francis Bacon der wahre Urheber der Shakespeare’schen Dramen, Gedichte und Schriften gewesen war. Arensbergs Theorien wurden durch spätere Analysen der Kryptologen William und Elizebeth Friedman widerlegt.

### Kalifornien, Aufbau des Privatmuseums, Mäzenatentum
Auf Drängen von Louise Arensberg zog das Ehepaar 1921 nach Hollywood. Obwohl der Umzug nur als vorübergehender Aufenthalt geplant war, sollten die Arensbergs ihr restliches Leben in Kalifornien verbringen, lediglich unterbrochen von einer kurzen Rückkehr nach New York zwischen 1925 und 1926. In Kalifornien gelang es den Arensbergs, ihren Einfluss in der Kunstwelt zu reaktivieren. Ab 1922 machten sie Leihgaben an die Galerien und Museum der Westküste. In der festen Überzeugung, die breite Öffentlichkeit solle einen Nutzen an ihrer Sammlung haben, schränkten sie ihre großzügigen Leihgaben erst ein, als einige der Werke beschädigt wurden. Ihr eigenes Haus an der Hillside Avenue 7065 in Hollywood wandelten sie zeitweise in ein Privatmuseum um, das jedermann auf Anfrage besuchen konnte. Der Architekt Richard Neutra hatte an ihr Haus einen rundum verglasten Raum entworfen, um Brâncușis L’Oiseau dans l’espace (Der Vogel im Raum) von 1940 darin zu beherbergen. Walter Arensberg war Vorstandsmitglied der „Los Angeles Art Association“ (1937), des Los Angeles County Museums (1938–1939) und des Southwest Museums (1944–1954), außerdem war er Gründungsmitglied der kurzlebigen American Arts in Action (1943) und des Modern Institute of Art, Beverly Hills (1947–1949), das er finanziell förderte.
Während der 1930er und 1940er Jahre bauten die Arensbergs ihre Sammlung kontinuierlich aus und kauften bevorzugt moderne Kunst, aber auch nicht-westliche Artefakte, Orientteppiche, Byzantinische Kunst und Renaissance-Gemälde, sowie amerikanische Volkskunst. Hinzu kamen Werke der Surrealisten Salvador Dalí und Max Ernst sowie der zeitgenössischen mexikanischen Künstler Diego Rivera und Rufino Tamayo. Wann immer es möglich war, erwarben die Arensbergs Werke von Marcel Duchamp. Von ihrem befreundeten Nachbarn, dem Sammler Earl Stendahl, kauften sie zusätzlich präkolumbianische Keramiken und Skulpturen.

### Francis Bacon Foundation, Louise and Walter Arensberg Collection
1937 organisierte Walter Arensberg die Francis Bacon Foundation, eine Non-Profit-Bildungs- und Forschungseinrichtung, die sich dem Werk Francis Bacons widmet. 1939 wurde die Francis Bacon Foundation aus finanziellen und ideologischen Erwägungen offizieller Eigentümer der Louise and Walter Arensberg Collection.
In den 1940er Jahren machten sich die Arensbergs auf die Suche nach einem geeigneten permanenten Platz für ihre Kunstsammlung. 1944 übergaben sie eine umfangreiche Schenkung an die University of California in Los Angeles mit der vertraglichen Maßgabe, dass innerhalb eines bestimmten Zeitraums ein angemessenes Museum für die Sammlung gebaut werden sollte. Im Herbst 1947 zeichnete es sich ab, dass diese Verfügung nicht erfüllt werden würde, womit der Vertrag annulliert wurde. In der Folgezeit begannen die Arensbergs mit diversen Institutionen zu verhandeln, so unter anderem mit dem Art Institute of Chicago, dem Denver Art Museum, der Harvard University, der National Gallery of Art, dem Philadelphia Museum of Art, dem San Francisco Museum of Art und weiteren. Schließlich verwarfen die Arensbergs ihre Bedingung, dass mit der Übernahme ihrer Sammlung auch die Francis Bacon Foundation weitergeführt werden sollte. Nach zahlreichen Diskussionen und Verhandlungen, bei denen sich unter anderem Constantin Brâncuși für die Arensbergs einsetzte – die Sammlung enthielt zudem 19 Werke des rumänischen Bildhauers –, wurde die aus über 1000 Objekten bestehende Arensberg-Sammlung am 27. Dezember 1950 dem Philadelphia Museum of Art übergeben. Die Eröffnung ihrer Kunstsammlung in den Räumen des Philadelphia Museum of Art am 16. Oktober 1954 erlebte das Ehepaar Arensberg nicht mehr: Louise Arensberg verstarb am 25. November 1953 an den Folgen einer Krebserkrankung; Walter Arensberg überlebte seine Frau nur um zwei Monate und starb am 29. Januar 1954 an einem Herzinfarkt.
Die Bibliothek der Francis Bacon Foundation (13,000 Bände) wurde 1995 der Huntington-Bibliothek in San Marino, Kalifornien zugefügt.

## Schriften
- Poems. Houghton Mifflin, Boston 1914.
- Idols. Houghton Mifflin, Boston 1916. Nachdruck bei Kessinger Publishing, 2007, ISBN 978-0-548-47043-5.
- The Cryptography of Dante. A.A. Knopf, 1921.
- The Cryptography of Shakespeare. H. Bowen, 1922. Nachdruck bei Kessinger Publishing, 2003, ISBN 0-7661-2814-8.
- The Burial of Francis Bacon and Its Rosicrucian Significance. Nachdruck bei Kessinger Publishing, 2005, ISBN 1-4179-7126-6.
- The Compound Anagrammatic Acrostic of Shakespeare. Nachdruck bei Kessinger Publishing, 2005, ISBN 1-4253-5653-2.
- The Simple Anagrammatic Acrostic of Shakespeare. Nachdruck bei Kessinger Publishing, 2005, ISBN 1-4253-5652-4.
- Poems by Walter Conrad Arensberg. Kessinger Publishing, 2007, ISBN 978-0-548-47033-6.

## Abbildungen
1. ↑  Fountain by R. Mutt – The exhibit refused by the independents. Fotografie von Alfred Stieglitz (The Blind Man No 2, 1917)

| Personendaten    | Personendaten                                                                 |
| ---------------- | ----------------------------------------------------------------------------- |
| NAME             | Arensberg, Walter Conrad                                                      |
| KURZBESCHREIBUNG | US-amerikanischer Literaturwissenschaftler, Kryptoanalytiker und Kunstsammler |
| GEBURTSDATUM     | 4. April 1878                                                                 |
| GEBURTSORT       | Pittsburgh, Pennsylvania                                                      |
| STERBEDATUM      | 29. Januar 1954                                                               |
| STERBEORT        | Los Angeles, Kalifornien                                                      |